# 2004-es Dakar-rali
A 2004-es Dakar-rali 2004. január 1-jén rajtolt Clermont-Ferrandból, és január 18-án ért véget Dakar városában. A 26. alkalommal megrendezett versenyen 195 motoros 142 autós és 62 kamionos egység indult.

## Útvonal
A versenyzők 9.506 km megtétele után, Franciaország, Spanyolország, Marokkó, Mauritánia, Mali és Burkina Faso érintésével jutottak el Szenegál fővárosába, Dakarba.
| Szakasz | Dátum      | Honnan                | Hová                  | Össztáv (km) |
| ------- | ---------- | --------------------- | --------------------- | ------------ |
| 1       | január 1.  | Clermont-Ferrand      | Narbona               | 396          |
| 2       | január 2.  | Narbona               | Castellón de la Plana | 563          |
| 3       | január 3.  | Castellón de la Plana | Tánger                | 865          |
| 4       | január 4.  | Tánger                | Er Rachidia           | 752          |
| 5       | január 5.  | Er Rachidia           | Ouarzazate            | 575          |
| 6       | január 6.  | Ouarzazate            | Tan-Tan               | 803          |
| 7       | január 7.  | Tan-Tan               | Atar                  | 1055         |
| 8       | január 8.  | Atar                  | Tidjikja              | 393          |
| 9       | január 9.  | Tidjikja              | Néma                  | 739          |
| 10      | január 10. | Néma                  | Mopti                 | 910*         |
| 11      | január 11. | Mopti                 | Bobo-Dioulasso        | 747*         |
|         | január 12. | Pihenőnap             |                       |              |
| 12      | január 13. | Bobo-Dioulasso        | Bamako                | 666          |
| 13      | január 14. | Bamako                | Ayoûn el Atroûs       | 734          |
| 14      | január 15. | Ayoûn el Atroûs       | Tidjikja              | 551          |
| 15      | január 16. | Tidjikja              | Nuakchott             | 651          |
| 16      | január 17. | Nuakchott             | Dakar                 | 647          |
| 17      | január 18. | Dakar                 | Dakar                 | 106          |

## Végeredmény
A versenyt összesen 65 motoros, 60 autós és 38 kamionos fejezte be.

### Motor
|    | Versenyző      | Motor |
| -- | -------------- | ----- |
| 1. | Nani Roma      | KTM   |
| 2. | Richard Sainct | KTM   |
| 3. | Cyril Despres  | KTM   |

### Autó
|    | Versenyző            | Motor      |
| -- | -------------------- | ---------- |
| 1. | Stéphane Peterhansel | Mitsubishi |
| 2. | Maszuoka Hirosi      | Mitsubishi |
| 3. | Jean Louis Schlesser | Ford       |

### Kamion
|    | Versenyző        | Motor   |
| -- | ---------------- | ------- |
| 1. | Vlagyimir Csagin | Kamaz   |
| 2. | Firdaus Kabirov  | Kamaz   |
| 3. | Gerard de Rooy   | De Rooy |